# Antarctothoa annae
Antarctothoa annae är en mossdjursart som beskrevs av Wright, Hayward och Hughes 2007. Antarctothoa annae ingår i släktet Antarctothoa och familjen Hippothoidae. Inga underarter finns listade i Catalogue of Life.